# 대전대학교 서울한방병원
대전대학교 서울한방병원은 서울특별시 송파구 문정동에 위치한다. 대전대학교 한의과대학 부속 한방병원이다.

## 연혁
- 2019년 9월 2일 진료개시.

## 같이 보기
- 대전대학교
- 한의과대학